# Xiomara Fortuna
Xiomara Fortuna (1959, Montecristi, República Dominicana ) es una cantante y compositora dominicana. De voz profunda, toma como fuente la música folclórica dominicana; su obra musical se enmarca dentro del world music, de fusiones con el jazz y otras formas de música contemporánea. En su país es conocida como "La Reina de la Fusión", su discografía es un valioso documento sonoro afrodominicano. 

## Biografía
Nació en la provincia de Montecristi, en la región noroeste de la República Dominicana.
A través de su madre entró por primera vez en contacto con ritmos folclóricos dominicanos como la mangulina y los cantos de trabajo. Ya en la adolescencia se sintió atraída por el movimiento de la nueva trova y las canciones de contenido social. Por esta época, escribió sus primeras canciones.
Muy involucrada en el teatro y en grupos culturales en su pueblo, comienza a presentarse en los círculos de clubes y centros comunitarios y culturales de su ciudad y la región del Cibao y posteriormente debuta en la capital del país cantando en un festival en el Teatro Nacional. Al terminar sus estudios secundarios, se matriculó en la Universidad Autónoma de Santo Domingo y a la vez comenzó a presentarse en algunos escenarios de Santo Domingo. 
Más tarde, se incorporó al grupo Kaliumbé junto al guitarrista Tony Vicioso en el cual comenzó a desarrollar su estilo basado en las fusiones con la música autóctona de la isla Hispaniola como la mangulina, priprí, la salve, los congos y el gagá con el jazz. De esta etapa es su primer LP "De la loma al llano" en 1987 financiado por la organización de Mujeres en Desarrollo Dominicana (MUDE). 
En la década de los noventa la carrera de Xiomara Fortuna se expande por los países de Europa, presentándose en lugares como Suiza y Francia, colaborando con  músicos de jazz como Archie Shepp y compartiendo escenario con figuras como Miriam Makeba y Toure Kunda. Sus producciones "Balbuceos" y "Kumbajei" reflejan esta época de su vida, en la que también estuvo en Rusia y Cuba.
Con el nuevo siglo emerge con nuevas sonoridades en su música, el rock, la canción y una nueva generación de músicos dominicanos con los que empieza a grabar producciones como "Tonada para un querer" y "Paseando" en el que incluye varios featuring con artistas como Pavel Núñez, Rita Indiana y otros. 
En su trayectoria ha estado al frente de las bandas Kaliumbé y SinHora con las que ha viajado por varios países y continentes participando en importantes festivales musicales del mundo, presentándose en Nigeria, Ghana,Togo, París, Madrid, Moscú, Venezuela, Colombia, Puerto Príncipe, Puerto Rico, etc. En su país se ha presentado en las salas de conciertos más importantes, como el Teatro Nacional y el Palacio de Bellas Artes. El 15 de julio de 2022 Fortuna  inauguró la 27ª edición del festival internacional La Mar de Músicas de Cartagena, España.
En su discografía, Fortuna también interpreta a sus grandes influencias en la canción y la poesía, como en "Pa cantarte a ti" junto al guitarrista Kike Saavedra y en " Sólo poemas". Su manera de ver la creación musical la ha llevado por muchos caminos y estilos y ha continuado colaborando con diversos artistas como El Prodigio, Janio Lora, Vakeró, entre otros. Ha compartido escenario con figuras como Andrea Echeverri, Julieta Venegas, Lila Downs, Luzmila Carpio entre otras. 
Fortuna cuenta con diez grabaciones de producción independiente con Ile Akwa. Su EP "Rosa y Azul" con temas de su autoría,  expresa su sentir en torno a la situación de violencia que sufre el país, haciendo su aporte a la sensibilización en la convivencia entre hombres y mujeres en nuestra sociedad. 
Actualmente vive en su país República Dominicana y combina la creación musical con el activismo cultural, medioambiental y de género. Ha sido merecedora de muchos reconocimientos a su obra y trayectoria.

## Discografía
- De la Loma al Llano (1987)
- Balbuceos (1996)
- Kumbajei (1999)
- Ella ta' Í (2002)
- Tonada para un querer (2004)
- La calle será la calle (2009)
- Paseando (2010)
- Pa cantarte a ti (2010)
- Solo Poemas (2014)
- Rosa y Azul (2018)
- Ay caramba! (2018)
- Ella canta Jazz (live) (2018)
- Son verdad (2018)
- Canto de Abril (2020)[2]
- Viendoaver (2021)[3]
- Entre Luna y Babia (2022)[4]